# Brachymeles elerae
Brachymeles elerae är en ödleart som beskrevs av Taylor 1917. Brachymeles elerae ingår i släktet Brachymeles och familjen skinkar. IUCN kategoriserar arten globalt som otillräckligt studerad. Inga underarter finns listade.
Arten förekommer i Filippinerna men det är inte närmare känt på vilka av öarna.